# Zwartkopsaltator
De zwartkopsaltator (Saltator atriceps) is een zangvogel uit de familie Thraupidae (Tangaren).

## Verspreiding en leefgebied
Deze soort telt 6 ondersoorten:
- Saltator atriceps atriceps: van oostelijk Mexico (uitgezonderd zuidoostelijk Veracruz en noordelijk en centraal Yucatán) tot oostelijk Costa Rica.
- Saltator atriceps suffuscus: zuidoostelijk Veracruz (oostelijk Mexico).
- Saltator atriceps flavicrissus: van Guerrero tot centraal Oaxaca (zuidwestelijk Mexico).
- Saltator atriceps peeti: oostelijk Oaxaca en Chiapas (zuidwestelijk Mexico).
- Saltator atriceps raptor: Yucatán (zuidoostelijk Mexico).
- Saltator atriceps lacertosus: oostelijk Costa Rica en Panama.